# Otto Svinhufvud
Otto Olavi Svinhufvud, död hösten 1522, var en svensk katolsk biskop i Västerås stift 1501–1522. Han var förespråkare för Kalmarunionen och spelade en stor roll vid Stockholms blodbad. Han var son till Olof Olsson, bergsman på Kopparberget, som tillhörde lågfrälsesläkten Stjärna, och Ingeborg Jönsdotter (Svinhuvud). Bror till bergsfogden Kristoffer Olsson (Stjärna, Kopparbergsätten). 

## Biografi

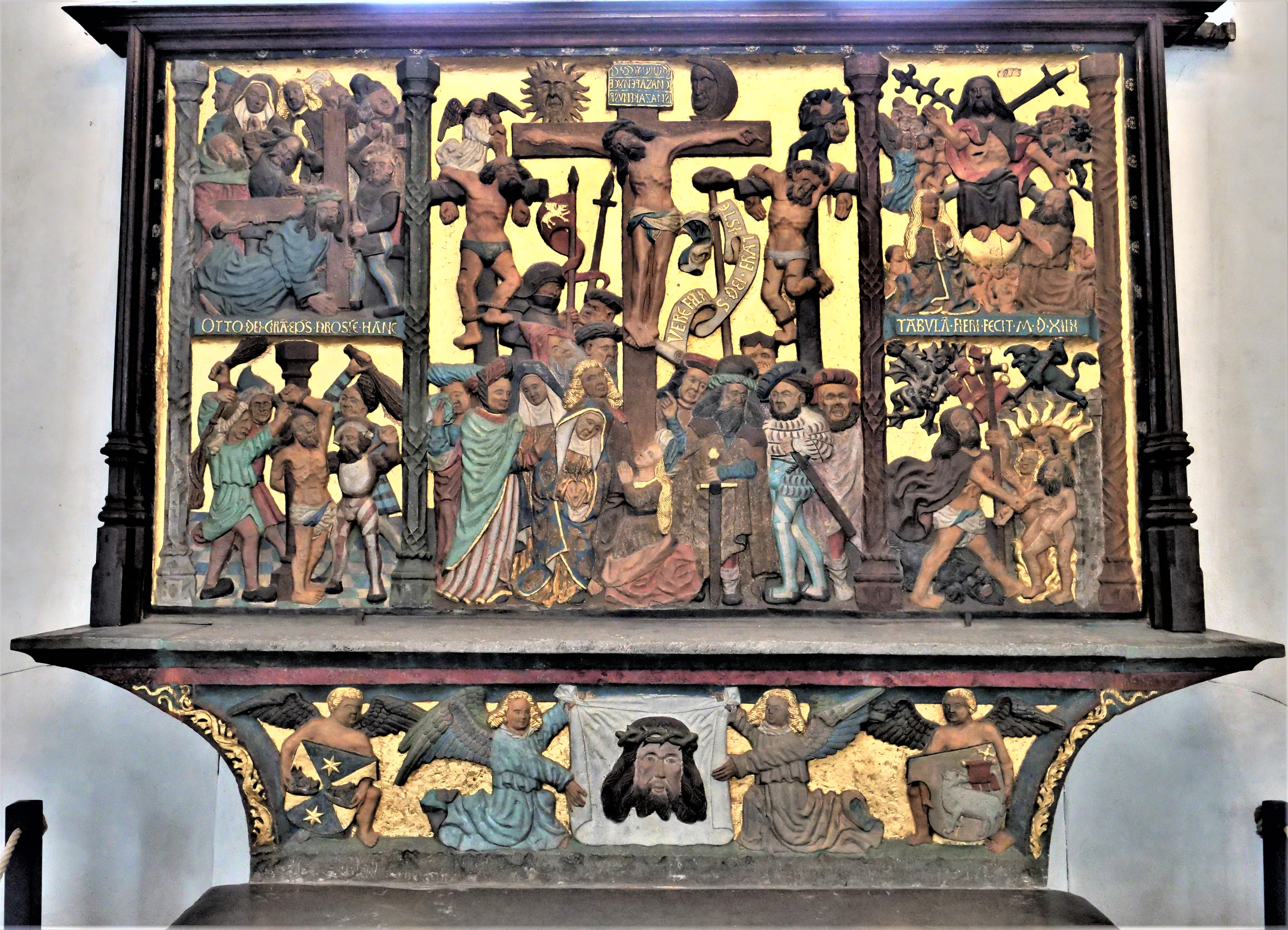
Veronica-altaret i Västerås domkyrka, skänkt av biskop Otto Svinhufvud med hans vapensköld i nedre vänstra delen av altaret: en fyrstyckad sköld med gyllene sexuddiga stjärnor i blått fält och svarta svinhuvuden i gyllene fält.

Han studerade från 1480 vid Rostocks universitet och använde vid inskrivningen vid universitetet tillnamnet Svinhuvud i likhet med två av hans morbröder som tidigare studerat i Rostock, vann magistergraden och valdes i mitten av 1490-talet till domprost i Västerås. Vid ett personligt besök i Rom 1496 erhöll han påvlig bekräftelse på denna värdighet. 1501 befordrades han till biskop i Västerås och kom i denna egenskap att ingå i riksrådet och spela en betydande politisk roll under de närmaste tjugo åren. Han var utpräglad förespråkare för Kalmarunionen. Som en av de svenska delegaterna vid fredsmötet i Köpenhamn 1509, under striderna mellan kung Hans och Svante Nilsson (Sture), var han med och förhandlade fram det fredsavtal, som tvingade Sverige att erlägga en årlig tribut på 13 000 mark.
När Sten Sture d.y. år 1520 stupat i Slaget på Åsundens is och danska trupper stod i Mälardalen, var han tillsammans med Hans Brask den som hårdast drev linjen för att lägga ner motståndet, trots att läget ännu inte var hopplöst. Detta ledde till slut till Uppsala dagtingan.
Han var sedermera närvarande under Kristian II:s kröning, och intog under Stockholms blodbad dubbla roller: under första dagen stod han med som en av dem som av ärkebiskop Gustav Trolle anklagades för att ha åsamkat honom skada, och under andra dagen ingick han i den kommitté som under biskopen i Odense, Jens Beldenak, enhälligt avgjorde att de svarande var att anse som kättare.
Vid Kristians avresa blev han medlem i det riksråd dominerat av Didrik Slagheck, som under kungens frånvaro skulle styra Sverige. Under svenska befrielsekriget försökte han förhandla med dalallmogen i Västerås, men misslyckades och återvände till Stockholm. Där blev han i april 1522 tagen i fängsligt förvar av ståthållaren Henrik Slagheck, som tvivlade på hans kungatrohet. Den behandling som han då fick utstå, skall ha påskyndat hans död.
Hans föräldrars gravsten finns i Stora Kopparbergs kyrka och avbildar en man i civila kläder och hans hustru med deras respektive vapensköldar med stjärnan och svinhuvudet. Biskop Otto använde båda föräldrarnas vapenbilder i en fyrstyckad sköld, som bland annat finns avbildad på det så kallade Veronica-altaret i Västerås domkyrka och på stenreliefer på domkyrkans fasad.  